# Salario (quartiere)

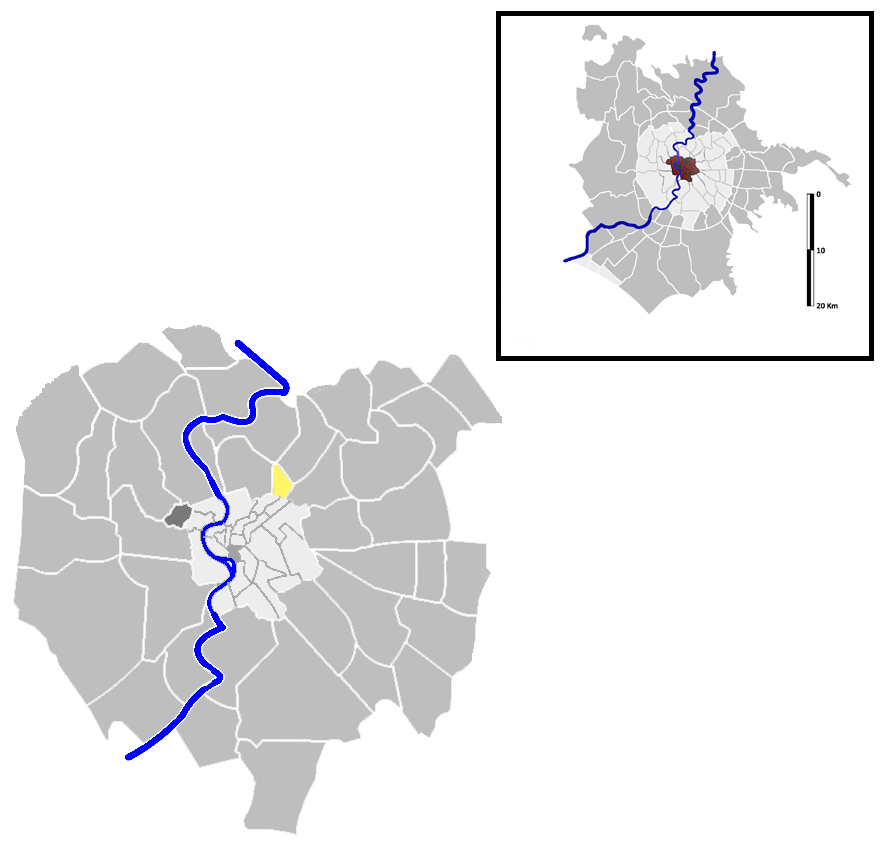
Quartiere Salario

Salario é o quarto quartiere de Roma e normalmente indicado como Q. IV. Este mesmo topônimo indica a zona urbana 2D do Municipio Roma II da região metropolitana de Roma Capitale. O menor de todos os quartieri, seu nome é uma referência a Via Salaria.

## Geografia

Brasão do Quartiere Salario.

O quartiere Salario fica na região norte da cidade, encostado na Muralha Aureliana. Suas fronteiras são:
- a nordeste está o quartiere Q. XVII Trieste, separado por um trecho do Viale Regina Margherita entre a Via Salaria e a Via Nomentana.
- a leste está o quartiere Q. V Nomentano, separado por um trecho da Via Nomentana entre a Viale Regina Margherita e a Piazzale di Porta Pia.
- ao sul está o rione Sallustiano, separado pela Muralha Aureliana (Corso d'Italia) no trecho entre a Piazzale di Porta Pia e a Piazza Fiume.
- a oeste está o quartiere Q. III Pinciano, separado por um trecho da Via Salaria entre a Piazza Fiume e a Viale Regina Margherita.

A zona urbana tem as seguintes fronteiras:
- ao norte com a zona urbana 2Y Villa Ada.
- a nordeste com a zona urbana 2E Trieste.
- a sudeste com a zona urbana 3A Nomentano.
- ao sul com a zona urbana 1F XX Settembre.
- a oeste com a zona urbana 2X Villa Borghese e 2B Parioli.

## História
O quartiere Salario está entre os quinze primeiros quartieri criados em 1911 e oficialmente instituídos em 1921. Em 1926, foi reduzido para permitir a criação do quartiere Q. XVII Savoia, hoje rebatizado de Trieste.
O território do lado de fora da Porta Pia era uma região rural até o final do século XIX assim como toda a região fora da Muralha Aureliana, conhecida hoje como "subúrbio de Roma".
A zona, recortada pela Via Nomentana e pela Via Salaria, que lhe emprestou o nome, abrigava desde o século XVIII cabanas de caça e casas de campo, como a Villa Albani, ainda hoje existente e ocupando cerca de um quarto do território do quartiere, e a Villa Patrizi, hoje no território do quartiere Nomentano. Esta última ficava encostada do lado de fora da Porta Pia foi sacrificada por conta das necessidades de expansão da nova capital do Reino da Itália depois de 1870. No local hoje estão as instalações do Ministério dos Transportes.
As primeiras atividades imobiliárias nos novos loteamentos fora da muralha começaram perto da Porta Pia e da Porta Salaria já nas duas últimas décadas do século XIX. Contudo, foi somente em 1911 que a administração da cidade determinou a criação dos novos quartieri, que foram depois oficializados em 1921. A área do quartiere Salario foi definido como sendo o que ia destas duas portas até a ponte sobre o rio Aniene e a margem esquerda deste rio. Esta definição foi revista em 1926 com a criação do novo quartiere Savoia (atual Trieste), que inclui toda a zona além da moderna Viale Regina Margherita, o que reduziu consideravelmente as dimensões do quartiere.

### Brasão
A descrição oficial do brasão de Salario é: de azure uma pala de argento com sol nascente de or.

## Vias e monumentos
- Corso d'Italia
- Piazza Mincio
- Porta Pia
- Porta Salaria
- Via Salaria

### Antiguidades romanas
- Catacumba de Santa Felicidade

## Edifícios

### Palácios evillas
- Casa Palmieri
- Palazzo Piacentini (Via Savoia)
- Villa Albani

### Outros edifícios
- Museo di Arte Contemporanea di Roma (MACRO), na antiga fábrica da Cerveja Peroni[2]
- Galleria comunale d'arte moderna e contemporanea
- Mercado Nomentano na Piazza Alessandria.

### Igrejas
- Santa Maria della Mercede e Sant'Adriano